# Escarpa de Illawarra
La escarpa de Illawarra o cordillera de Illawarra, es una cadena montañosa de acantilados y afloramientos de meseta creada por pliegues situada al oeste de la llanura costera de Illawarra al sur de Sídney, en el estado de Nueva Gales del Sur, Australia. La cordillera comprende la región de Illawarra que se extiende desde el parque Stanwell en el norte hasta Kiama, Gerringong y el río Shoalhaven en el sur.
Bells Hill, al oeste de Knights Hill, es el punto más alto de la cordillera con 803 metros. Hay otros picos en la escarpa que van desde los 300 metros hasta un máximo de 768 metros en el monte Murray al suroeste de Dapto.

## Historia

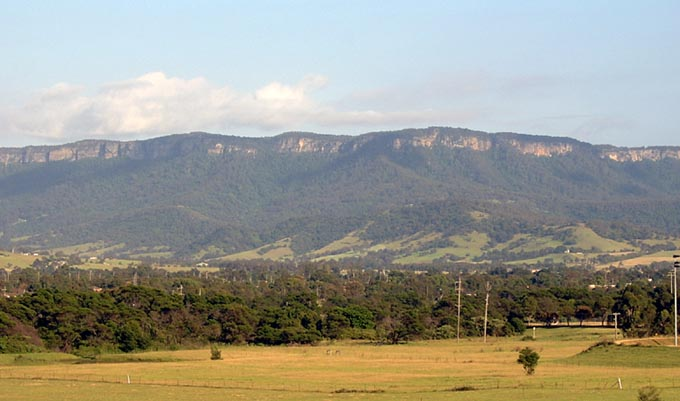
Vista de la escarpa de Illawarra al oeste del Parque de Albion (20 km al sur de Wollongong)

El escarpe o escarpa se formó hace 225 y 280 millones de años y desde entonces se fue erosionado por los arroyos hasta su actual altura que data de unos 30 millones de años. La mayor parte es arenisca, con muchas rocas de arenisca de Hawkesbury. Sus alturas máximas se alcanzan en el sur, al oeste del parque Albion en Knights Hill a 709 metros, y en el monte Murray, a 768 metros. Esto forma el borde oriental de la meseta de las Tierras Altas del Sur, formada junto con las montañas Azules hace unos 70 millones de años.
Muchos de los pueblos de la llanura costera adyacente a la escarpa se crearon para el aprovechamiento de los cedros de las laderas de la escarpa o de los filones de carbón existentes en la zona. Con la industria maderera original  surgió la necesidad de construir accesos sobre la escarpa, creando algunos como el paso de Rixons, el paso de Bulli, el camino de O'Briens y el paso de Macquarie. La ciudad de Wollongong es la ciudad central de Illawarra.

## Flora y fauna

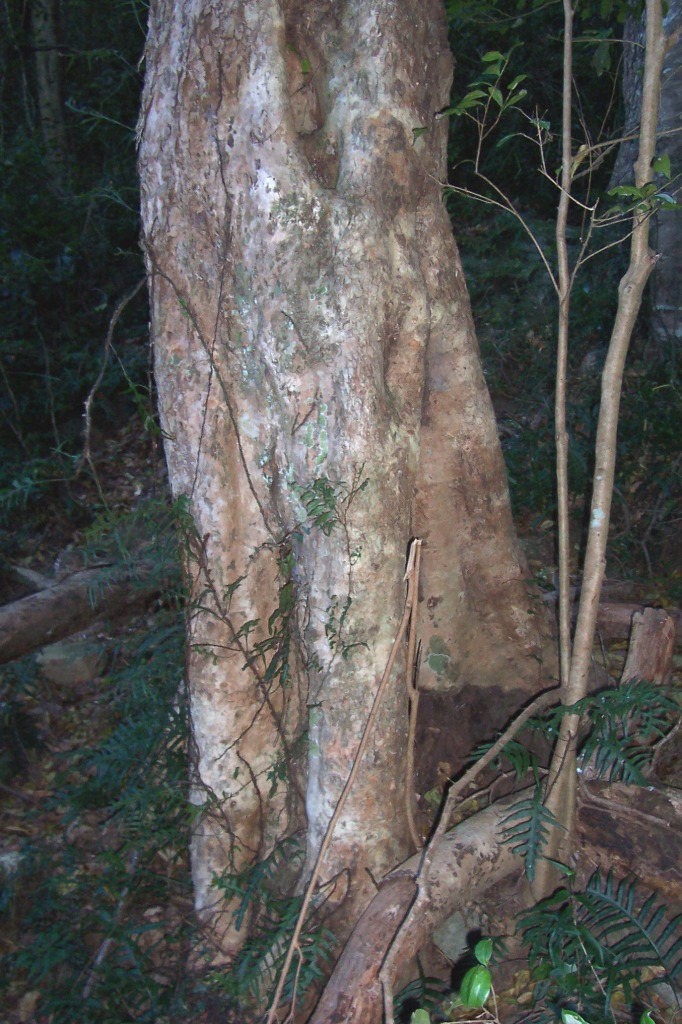
Syzygium_australe_-_Mt_Keira, NSW, Australia.

La escarpa posee una gran variedad de flora y fauna y es un refugio de muchas especies salvajes.
Es conocida por el árbol de fuego de Illawarra, de  brillante follaje, así como por los raros cedros rojos sobrevivientes a las talas. En la montaña Saddleback y en la selva de Minnamurra y otros lugares hay remanentes locales de matorrales de selva tropical, así como al norte existen bosques esclerófilos secos. El arbusto típico del sur se encuentra con el del norte en el monte Kembla, creando un efecto único.
Muchas especies zoológicas nativas prosperan aquí como los walabíes, zarigüeyas de cola de cepillo y zarigüeyas planeadoras, ranas, lagartos goannas, pavos de cepillo, zorros voladores, serpientes, cacatúas negras brillantes y otros loros de colores, búhos y aves de presa.
En la zona también hay muchas especies introducidas, como gamos, ciervos rojos, conejos, gatos salvajes y zorros rojos. La cordillera también constituye un importante refugio para especies que se han visto afectadas por perturbaciones ambientales como el desarrollo humano y los incendios forestales. Actualmente hay 12 especies animales amenazadas en la zona.

### Comunidad ecológica en peligro de extinción
La cordillera alberga la comunidad ecológica de la Selva Subtropical de Illawarra (S_RF01), que ha sido declarada comunidad ecológica en peligro de extinción, en virtud de la Ley TSC de Nueva Gales del Sur.

## Geografía

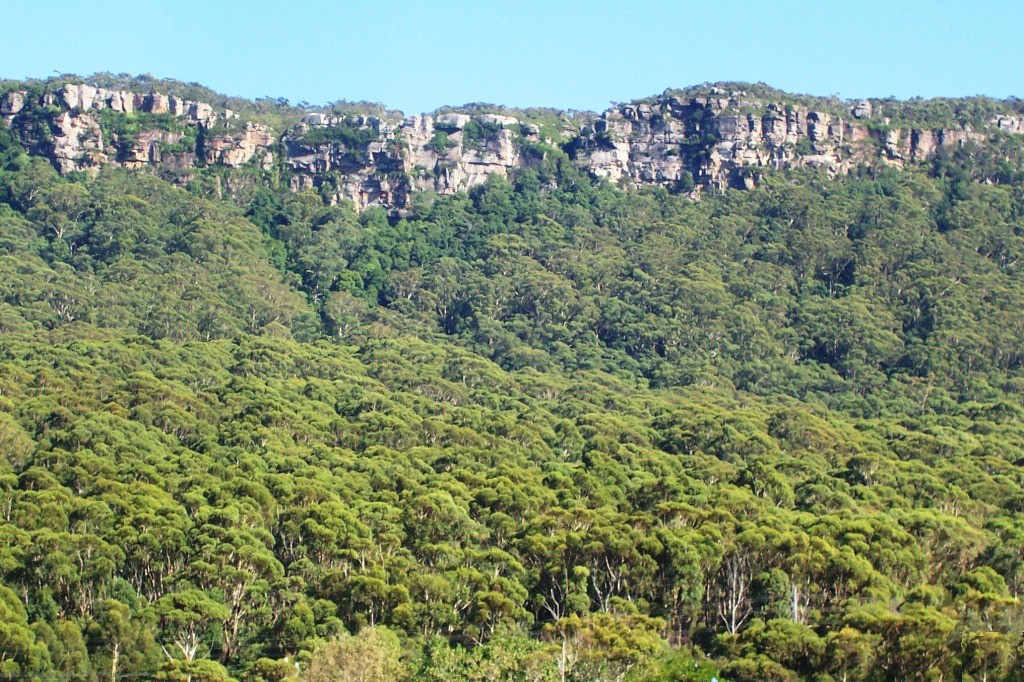
La escarpa de Illawarra sobre Austinmer. Arenisca de Hawkesbury, la selva tropical y el bosque de eucaliptos.

Geográficamente, la cordillera de Illawarra se extiende desde los acantilados del parque nacional Real y sus formaciones montañosas del norte como Bulgo y Otford Hills y Stony Batter, Undola Ridge y Bald Hill, hacia el sur pasando por el Valle de Otford al oeste y alrededor de un valle erosionado donde se encuentra el parque Stanwell. Luego se dirige hacia el sur, con acantilados, pasando cerca de los cabos costeros, aproximadamente a 300 metros sobre el nivel del mar en Scarborough hasta girar en Sublime Point a 415 metros de altura cerca de Thirroul, al sur de Brokers Nose a 440 metros y del monte Keira, que sobresale de los principales roquedos.
La cordillera Cambewarra se considera una formación geológica separada, aunque relacionada, que continúa alrededor del promontorio de Noorinan, avanzando alrededor de Kangaroo Valley.
Su altura varía desde las cimas de Bald Hill y Stony Batter alrededor de 300 metros sobre el nivel del mar, hasta 440 metros en Brokers Nose, generalmente por encima de los 350 metros de altura; al sur de Mount Ousley Road (entre Keira y Brokers Nose) alcanza 464 metros en Mount Keira, 464 metros en Mount Warra, 469 metros en el Monte Brisbane, 531 metros  en el Monte Burelli, 512 metros en Kembla  West, 534 metros en el Monte Kembla, 564 metros en Wanyambilli Hill en la meseta al oeste y 709 metros en Knights Hill, poco más de 663 metros en Noorinan Mountain y unos 600 metros en las montañas Saddleback.
Al norte, la cordillera es en su mayor parte una cresta costera al este de Otford, convirtiéndose en un acantilado en el monte Mitchell, y continuando como un acantilado erosionado en su cima hasta el paso Bulli donde se redondea, formando la montaña Woonona, hasta Brokers Nose donde el acantilado reaparece, antes de aparecer de nuevo en el borde del monte Keira y Warra, desapareciendo hasta el oeste de Dapto donde forma la famosa escarpa meridional y se curva hacia el parque nacional Macquarie Pass y el monte Murray a 768 metros antes de convertirse en las Knights Hill de 709 metros de altura y luego formando el promontorio Noorinan, su cumbre a 663 metros, y las montañas Saddleback.

### Pasos
Hay varios pasos sobre la escarpa:
- En Bald Hill, por donde la carretera Lawrence Hargrave Drive desciende al parque Stanwell;
- En Bulli, donde la carretera desciende desde el mirador del paso Bulli cerca del mirador de Sublime Poin, formando de una curva cerrada y luego baja hasta el pueblo de Thirroul;
- En el paso de Rixons donde la carretera desciende describiendo varias curvas cerradas justo al norte del promontorio de Brokers Nose, y es ahora un sendero utilizado para el ciclismo de montaña;
- En el monte Keira Road, construido por los trabajadores convictos y que todavía se utiliza aunque en una forma ligeramente modificada.
- En O'Briens Road, ahora parcialmente utilizada por la carretera Harry Graham Drive, la sección del Monte Nebo es ahora una pista para caminar y montar a caballo;
- En el paso Macquarie, al oeste del parque Albion, protegido por un parque nacional; y
- El paso de la carretera de la montaña Jamberoo, al este de la montaña de ese nombre, que sube por una zona sinuosa hasta la cumbre y a lo largo de la escarpa hasta las colinas Knights  y más allá hacia el oeste.
- Al oeste del parque Albion está el paso Caloola  que pasa por debajo de las colinas Knights y desciende a Yellow Rock al oeste del parque Albion, una ruta alternativa propuesta al paso Macquarie, no utilizada desde la Segunda Guerra Mundial. Todavía se puede caminar por ella
- Entre Dapto y Albion Park, Johnsons Spur, que no se ha utilizado desde que se habilitó el paso Macquarie. Era la principal ruta de acceso desde Illawarra a las Meseta del Sur.

La carretera de las montañas Saddleback sólo alcanza la cumbre después de un corto y empinado desvío, pero una vez fue parte del camino Hoddles, que ahora sólo existe en un pequeño tramo de cresta desde la cumbre pero que solía extenderse hacia el oeste hasta las Tierras Altas del Sur

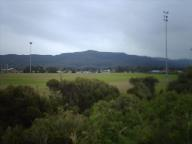
Brokers Nose vista desde Fairy Meadow

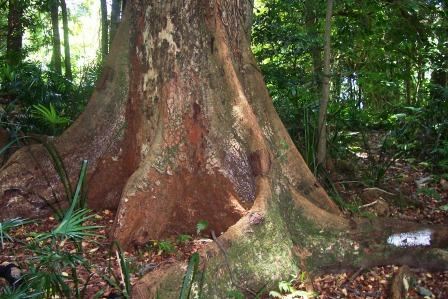
Cedro Rojo australiano, Monte Keira, Illawarra.

### Áreas protegidas
Son numerosas las zonas protegidas como parte del Área de Conservación del Estado de la escarpa de Illawarra o como bosques estatales, como el Bosque Estatal de Kembla al suroeste de Wollongong. Sin embargo, gran parte es propiedad privada o propiedad de compañías mineras como BHP. Miradores bien conocidos y populares como el Monte Keira y Bald Hill son reservas o parques, el parque de la Cumbre del Monte Keira es un anexo del Jardín Botánico de Wollongong como la Reserva de Puckeys Estate en la llanura.

### Rutas para excursiones
Son numerosos los senderos y miradores que ofrecen vistas a los alrededores al sur, o a los suburbios al norte y a los pueblos costeros al extremo norte; o a los matorrales y suburbios al norte. Hay varios miradores muy conocidos, como Bald Hill, Bulli Pass, Sublime Point y Mount Keira, así como senderos menos conocidos con bonitas vistas como el camino Hoddles al oeste de las montañas Saddleback.

## Maddens Plains
La localidad de Maddens Plains se define como un suburbio de la ciudad de Wollongong, "está a cerca de 1 km al norte de Scarborough y a unos 7 km al este de la estación [trigonométrica] de Southend". En el censo de 2016, no tenía población. Hay un grupo de antenas de telecomunicaciones, incluyendo repetidores de radioaficionados.